# Mack David
Ne doit pas être confondu avec David Mack ou David W. Mack.
Mack David est un compositeur et parolier américain né le 5 juillet 1912 à New York et mort le 30 décembre 1993 à Rancho Mirage (Californie). 

## Biographie
Né dans une famille juive, Mack David étudie pour devenir un avocat à l’université Cornell et dans la section droit juridique de la Law School de l'université de Saint John. Au début des années 1940, il change de carrière et rejoint le groupe d’artistes connu sous le nom Tin Pan Alley avec son ami, le compositeur Jerry Livingston. Leur succès leur permet de déménager à Hollywood.
À la suite du décès en 1942 du compositeur attitré des studios Disney, Frank Churchill, puis du départ pour les autres studios de ses successeurs Leigh Harline et Ned Washington, David et Livingston sont engagés avec Al Hoffman pour écrire les chansons du long métrage d’animation Cendrillon. Un jour de 1948, David et Livingston demandent à leur amie, la chanteuse Ilene Woods, d’enregistrer quelques maquettes. Les enregistrements sont présentés sans en informer Ilene à Walt Disney qui demande deux jours plus tard à Ilene de devenir la voix originale de Cendrillon pour le film. 
Le duo compose par la suite de nombreuses musiques pour des films et la télévision jusque dans les années 1960, dont le thème de Casper le gentil fantôme, ainsi que la comédie musicale Molly et la revue Bright Lights of 1944 pour Broadway.
David collabore également avec d'autres compositeurs comme Henry Mancini pour L'Américaine et l'Amour (Bachelor in Paradise, 1961), Elmer Bernstein pour La Rue chaude (Walk on the Wild Side, 1962) et Hawaï (1966), Ernest Gold pour Un monde fou, fou, fou, fou (It’s a Mad, Mad, Mad, Mad World, 1963) et Frank DeVol pour Chut... chut, chère Charlotte (Hush... Hush, Sweet Charlotte, 1964). La chanson qui lui a permis de gagner le plus d’argent est Sunflower publiée en 1948 et interprétée par Frank Sinatra. David engagea un procès contre Jerry Herman pour avoir utilisé la même mélodie pour le thème principal de sa comédie musicale Hello, Dolly! composée dix ans plus tard. L'affaire s’est résolue en dehors des tribunaux par le versement à David de 250 000 USD, malgré le fait que Herman clama son innocence, n’ayant, selon lui, jamais entendu auparavant la chanson de David.

## Distinctions
Mack David a été nommé plusieurs fois à l'Oscar de la meilleure chanson originale, sans jamais le remporter :
- en 1951, pour Bibbidi-Bobbidi-Boo du film Cendrillon
- en 1960, pour The Hanging Tree du film homonyme
- en 1962, pour Bachelor in Paradise du film homonyme
- en 1963, pour Walk on the Wild Side du film homonyme
- en 1964, pour It's a Mad, Mad, Mad, Mad World du film homonyme
- en 1965, pour Hush… Hush, Sweet Charlotte du film homonyme
- en 1966, pour The Ballad of Cat Ballou du film Cat Ballou
- en 1967, pour My Wishing Doll du film Hawaï